# 난고정 (미야자키현)
난고정(일본어: 南郷町)은 미야자키현의 남부, 미나미나카 군에 있던 정이다. 2009년 3월 30일에 니치난 시·기타고 정과 신설 합병해 새로운 니치난시의 지역 자치구가 되었다.
온난한 기후와 아름다운 해안선을 가진 어업과 관광의 마을로서 알려져 있다.

## 지리
미야자키시에서 남쪽으로 약 50km 떨어진 곳에 위치하고 있다. 평지는 적고 면적의 약 60%를 산림이 차지한다. 정의 동쪽은 태평양(휴가나다)에 접하고 있으며 해안선은 리아스식 해안으로 아름다운 경관을 가진다.

### 인접한 자치체
- 니치난시
- 구시마시

## 역사
중세에는 이토 씨와 시마즈씨의 영토 쟁탈전의 무대가 되었고 도요토미 히데요시의 규슈 정벌 후에는 이토 씨령이 된다. 에도 시대에는 오비번령이었다.
폐번치현 후에는 오비 현→미야코노조 현→미야자키 현→가고시마 현을 거쳐 1883년에 미야자키 현 소속이 되었다.
- 1889년 5월 1일 - 정촌제 시행에 의해 미나미나카 군 난고 촌이 성립하였다.
- 1940년 12월 1일 - 정으로 승격하였다.
- 2009년 3월 30일 - 니치난 시·기타고 정과 합병해 새로운 니치난시의 지역 자치구가 되었다.

## 경제
대표적인 산업은 정 총생산의 약 30%를 차지하는 어업이다. 가다랑어, 다랑어의 어획량은 정촌 중에서는 일본 제일이며 농업은 귤류의 생산이 특히 많다. 그 외에 시설 원예에 의한 멜론, 오이, 피망, 망고 생산이 눈에 띈다.

## 교통

### 철도
- 규슈 여객철도 니치난 선

### 국도
- 국도 220호선
- 국도 448호선

## 자매 도시
- 미국 뉴햄프셔주 포츠머스